# Castillo de San Juan (Blanes)
La torre de San Juan (en catalán, torre de Sant Joan) es una fortificación española situada en la cima del cerro San Juan en Blanes (Gerona). Desde allí, a 180 metros de altitud, se puede contemplar una vista de la ciudad y la comarca de la Selva y, por el sur, en los días despejados, se puede llegar a divisar la silueta del monte Montjuic en Barcelona.

## Historia

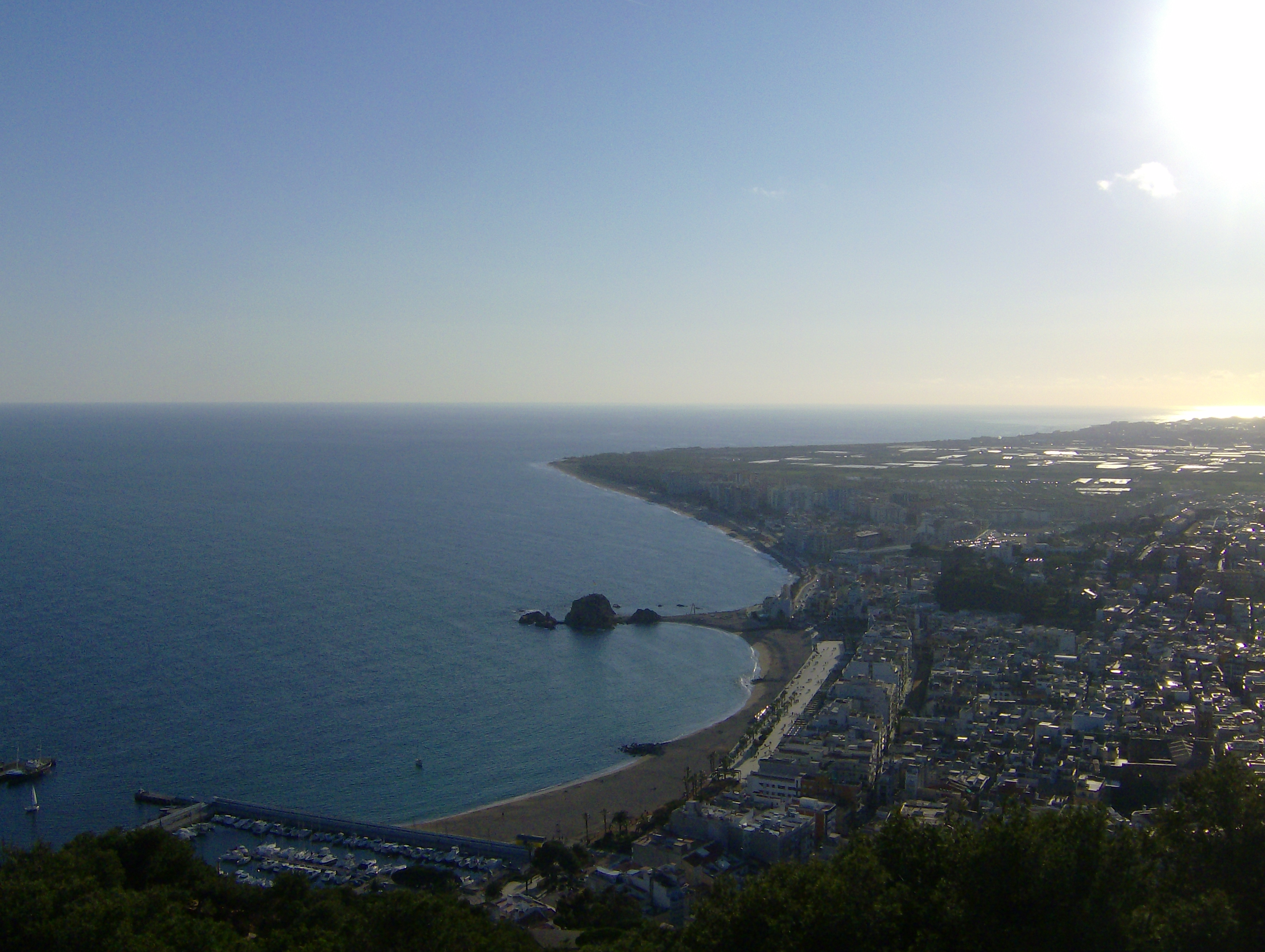
Blanes desde el castillo San Juan

El castillo fue construido por orden de Grau de Cabrera a mediados del siglo XIII sobre una fortificación existente. En el siglo XVI se levantó una torre de vigilancia para dominar la panorámica y atalayar a corsarios y piratas bárbaros del Mediterráneo. Luego fue vendido a Francesc Montcada, conde de Aitona.